# Movimento costituzionalista

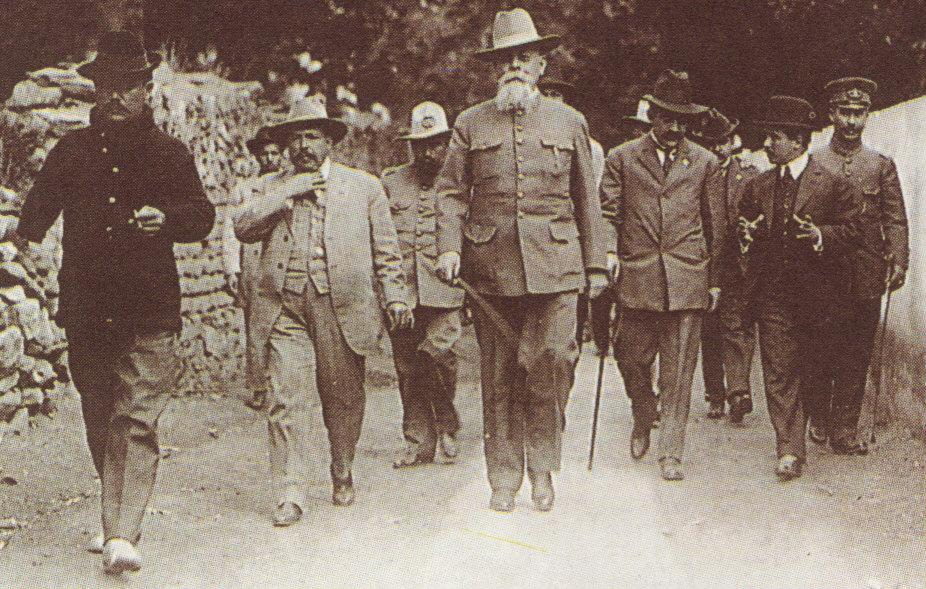
Carranza e Obregón durante la Costituente.

Il movimento costituzionalista è la seconda tappa (1913-1917) della rivoluzione messicana, diretta da Venustiano Carranza e Álvaro Obregón, tra gli altri.
La rivoluzione costituzionalista sorse come risposta da parte di vari capi rivoluzionari come Venustiano Carranza o Francisco Villa al colpo di Stato contro Francisco Madero da parte di Victoriano Huerta.
Poco dopo sorsero le differenze tra i rivoluzionari che parteciparono alla lotta per la destituzione di Huerta, da un lato villisti (villistas) e zapatisti (zapatistas) (chi sostenevano il governo nato dalla Convenzione di Aguascalientes e che si sostenevano mutuamente con il patto di Xochimilco), e dall'altro, Obregón e Carranza (entrambi appartenenti all'esercito costituzionalista). Dopo due anni di lotta, Villa (che fu pesantemente sconfitto nella battaglia di Celaya) e Zapata furono vinti dai costituzionalisti e Carranza poté spostare il suo governo in Jalpan de Serra, Querétaro.
Finalmente, l'ultima fase della rivoluzione costituzionalista coincide con il Congresso Costituente del 1916-17, che riformò la Costituzione del 1857 per includere le richieste rivoluzionarie.